# Madagaskars håndboldlandshold (damer)
Madagaskars kvindelandshold i håndbold er Madagaskars landshold. Det er styret af Fédération Malgache de Handball og deltager i internationale håndboldkonkurrencer.

## Afrikansk mesterskab
- 2021 – 11. plads
- 2022 – 13. plads